# Atoxyl
Atoxyl, natriumanilarsinat, natriumarsanilat är mononatriumsaltet av arsenilsyra och bildar i vatten lättlösliga kristaller.
Atoxyl är giftigt men ändå betydligt mindre än övriga oorganiska arsenikföreningar. Man kunde därigenom tillföra kroppen större mängder arsenik än vad som annars var fallet. I äldre tid användes atoxyl invärtes för att behandla anemi, bleksot och leukemi men även mot afrikansk sömnsjuka och malaria. Atoxyl var grunden då man började framställa Arsfenamin vars verkan var starkare men med minskad giftighet, och ersattes senare av det senare preparatet vid behandling av syfilis.